# Montaanwas
Montaanwas of bruinkoolwas is de naam van een soort minerale was.
Het is een harde wassoort, die wordt gewonnen uit bruinkoolteer door extractie met benzeen. Montaanwas bestaat uit een mengsel van esters.